# John Lindroth (gimnasta)
|  | «Harald Hansen (gimnasta)» redirigeix aquí. Vegeu-ne altres significats a «Harald Hansen (atleta)». |

Johan Hjalmar "John" Lindroth (Karijoki, Ostrobòtnia del Sud, 30 d'agost de 1884 – Hèlsinki, 24 de juliol de 1960) va ser un gimnasta finlandès que va competir durant els primers anys del segle xx.
El 1908 va prendre part en els Jocs Olímpics de Londres, on va guanyar la medalla de bronze en la prova del concurs complet per equips.